# キープレフト
キープレフト（keep left）、ならびにキープライト（keep right）とは、原則として道路の中央付近を空けるため道路における車両の通行において前者が左側通行を定めた地域でそのさらに左端、後者が右側通行の場合にさらに右端を通行すべきことを表す言葉である。
また、これらキープレフト、キープライトは大半の道路が未舗装道路（白線など引きようのない道路）の時代から存在する言葉である。

## 日本におけるキープレフト
日本の道路交通法においては、車両通行帯の有無により二通り規定されている。
道路交通法第18条(左側寄り通行等)
車両(トロリーバスを除く。)は、車両通行帯の設けられた道路を通行する場合を除き、自動車及び原動機付自転車にあつては道路の左側に寄つて、軽車両にあつては道路の左側端に寄つて、それぞれ当該道路を通行しなければならない。(以下略)
この条項では、車両通行帯のない道路（中央線のみの片側1車線道路、片側2車線以上でも公安委員会の指定がないもの等をいう。）では、自転車を含む軽車両については車道の左側端（路肩を除いた左端）を、自動車・原動機付自転車は左寄り（左側端および中央付近を除いた部分）を通行すべきことが規定されている。
道路交通法第20条(車両通行帯)
車両は、車両通行帯の設けられた道路においては、道路の左側端から数えて一番目の車両通行帯を通行しなければならない(以下略)。
この条項では、一方向に2つ以上の車両通行帯が設けられた道路（公安委員会の指定がある片側2車線以上の道路）では、原則として一番左の車両通行帯を通行すべきことが規定されている。

### 「キープレフト」導入以前
昭和39年以前の旧法は「キープレフト」ではなく、道路の左側部分を3つに区分けし、最高速度の高い車両ほど中央寄りを通行するべく走行位置が規定されていた。
自動車及びトロリーバス道路の中央寄り又は左側部分の中央
自動二輪車、転自動車及び原動機付自転車道路の左側部分の中央
軽車両道路の左側端寄り

## キープレフトの意義
18条、20条いずれも、通常は道路の中央付近を空けておくことで対向車との接触を防ぎ、また、追越しや右折等がスムーズに行われることによる円滑な交通の実現を意図している。

## キープレフトに対する誤解
前述のように、キープレフトとは単なる左側通行を意味するものではなく、道路の左側部分の中でさらに細かくどこを通行すべきかを定めたルールであり、道路交通法においても左側通行（法17条4項）とキープレフト（法18条1項及び20条1項）とはそれぞれ別個の条文により規定されているものであるが、必ずしも理解が進んでおらず左側通行との混同も少なくない。
また、「二輪車は常に左側端を通行するべきだ」「キープレフトの規定は二輪車や自転車のみである」との誤解もある。またカメラやレーダーを用いる自動運転車のプログラムでもわかるとおり、車線で区切られている場合は、その車線の中央を走行してかまわない。